# 洪磊 (艺术家)
洪磊（1960年—），江苏常州人，20世纪90年代中国新摄影运动的代表艺术家之一。

## 生平
1960年出生于江苏省常州市，1987年毕业于南京艺术学院，1992年在北京中央美术学院版画系学习。1994年在圆明园画家村进行绘画创作，1995年离开圆明园并辗转于北京城内，1996年回到家乡常州，并很快开始尝试使用摄影作为艺术表现的方式。自1996年以来，他的代表作品包括《紫禁城的秋天》（1997年），《中国风景》（1998年），《仿梁楷 释迦出山图》（1998年），《我梦见我被倒挂着和毛主席一起听徽宗抚琴》（2004年）和《正大光明》（2008年），等等。早期他以摆拍的方式对中国传统审美进行重新思考，之后借用数码摄影对中国古典名画进行再仿造。同时，他又以传统银盐摄影手段创作黑白山水系列和静物系列作品。2008年，他开始试验在丝绸上绘画自己拍摄的照片，以及部分影像。另外，他的装置实验起始于早期摄影创作，并持续至今。他参加的重要个展和群展包括：《阿尔勒国际摄影节》（阿尔勒，法国，2003年），《中国怎么了？》（蓬皮杜艺术中心，巴黎，2003年），《过去与未来─来自中国的新摄影和录像》（国际摄影中心，纽约，2004年），《第六届光州双年展》（光州，韩国，2006年），《七贤：洪磊2007新作展》（个展，北京，2007年），《节气》（个展，前波画廊，北京，纽约，2008年）和《不是香水》（个展，上海美术馆，2012年）。

## 个展
- 2012 《不是香水》洪磊作品展，上海美术馆，上海
- 2012 《迷楼》洪磊作品展，前波画廊，北京，纽约
- 2008 《节气》洪磊新作，前波画廊，北京  纽约
- 2007 《七贤：洪磊 2007 新作展》，今日美术馆，北京
- 2006 《蚀——洪磊新作展》，亦安画廊，上海
- 2006 《传移摸写——洪磊静物摄影展》，前波画廊，纽约
- 2006 《不在这——洪磊摄影展》，朱屺瞻艺术馆，上海
- 2006 《昨夜梦魂中——洪磊当代摄影作品展》，剪松阁，台北
- 2003 《洪磊的江南叙述》，前波画廊，纽约
- 2002 《中国肌理——洪磊艺术作品展》，顶层画廊，上海；艺术文件仓库，北京
- 1993 《形而上诗学——洪磊艺术作品展》，中央美术学院，北京；南京艺术学院，南京

## 群展
- 2011 成都双年展，成都，四川
- 2011 《溪山清远》中国新绘画展，旧金山
- 2010 《溪山清远》中国新绘画展                             伦敦
- 2010 《改造历史：2000-2009年的中国新艺术》，北京
- 2008 《在瓦伦西亚55天》， 瓦伦西亚 现代艺术馆，瓦伦西亚
- 2007 《网：再现空间、时间与文化》，前波画廊，北京
- 2006 《第六届光州双年展》，光州，韩国
- 2005 《麻将——希克藏中国当代艺术展》，波恩
- 2005 《龙族之梦——中国当代艺术展》，都柏林
- 2005 《城市的皮肤——当代都市影像的可能性研究》，澳门
- 2004 《出神入画——华人摄影新视界》，台北
- 2004 《平凡子民——九十年代至今华人观念摄影展》，香港
- 2004 《过去与未来——来自中国的新摄影和录像》，国际摄影中心，纽约
- 2004 《来自韩国、中国、日本的青年艺术家》，国立当代美术馆，首尔
- 2003 《阿尔勒国际摄影节》，阿尔勒，法国
- 2003 《中国怎么了？》，蓬皮杜艺术中心，巴黎
- 2003 《奇妙天堂——当代中国摄影展》，布拉格
- 2002 《新亚洲的未来》，首尔
- 2002 平遥国际摄影节，平遥，山西
- 2001 那尔顿国际摄影节，那尔顿，荷兰
- 2001 《面对矛盾——当代摄影和录象在北京》，乌卢美术馆，赫尔辛基，芬兰
- 2001 《错觉时态——今天中国摄影和录像展》，前波画廊，纽约
- 2000 《太阳从东方升起——今日亚洲艺术潮流》，阿尔勒国际摄影节，ISE基金会，阿尔勒，法国
- 2000 《来自身体内部——中国当代摄影和录像》，纽约
- 1999 《爱：中国当代摄影和录像》，立川国际艺术节，东京
- 1998 《像志异——中国新观念摄影艺术展》，上海
- 1997 《新影像——观念摄影》，北京
- 1992 广州现代艺术双年展，广州

## 收藏
- 2001 《仿宋 李安忠 秋菊鹌鹑图》，摄影，由法国文化部收藏
- 2003 《金瓶梅曲谱》刺绣，由波士顿美术馆收藏
- 2003 《紫禁城的秋天》，摄影，由纽约国际摄影中心（ICP）收藏
- 2004 《仿梁楷 释迦出山图》，《我梦见我在阆苑遨游时被我父亲杀死》，数码摄影，由芝加哥Smart美术馆收藏
- 2005 《仿赵孟頫 鹊华秋色图》，数码摄影，由上海美术馆收藏
- 2005 《中国风景》，摄影，由广东美术馆收藏
- 2006 《说吧，记忆》，摄影，由美国驻华大使馆收藏
- 2006 《紫禁城的秋天》，摄影，由今日美术馆收藏
- 2008 《仿宋 赵佶 枇杷山禽图》，《仿宋 出水芙蓉图》，《仿宋 马麟 暗香疏影》，摄影，由纽约现代美术馆（MOMA）收藏
- 2012 《墨山》，装置，由广东美术馆收藏